# 赵上交
赵上交（895年—961年），本名远，字上交，避讳后汉高祖刘知远，以字行。涿州范阳县（今河北省涿州市）人，中国五代十国后唐、后晋、后汉、后周、北宋大臣。
赵上交身长七尺，皮肤黑，仪态得体，善谈论，负才气，被乡里所推重。唐庄宗同光年间，至定州谒见王都，不得志，于是南游洛阳。宦官马绍宏表其为判官，转任司封郎中、殿中丞。唐明宗时，秦王李从荣开府兼判军卫，以赵上交为虞部员外郎，充六军诸卫推官。李从荣性情豪迈，不遵礼法，好小人，赵上交劝谏阻止，李从荣大怒，让他出京为泾州泾原节度使、秦州雄武軍節度使节度判官。李从荣获罪后，赵上交由此知名。后晋建立，召为左司郎中、度支判官，历任刑部侍郎、户部侍郎、御史中丞。辽太宗灭后晋，立唐明宗的幼子许王李从益为皇帝，以礼部尚书王松为左丞相，赵上交为右丞相。契丹撤退后，赵上交建议李从益去帝号，迎接后汉高祖刘知远，刘知远任命他为检校礼部尚书、太仆卿。后周广顺初年，郭威以他为礼部侍郎。枢密使王峻专权，推荐自己的子弟，赵上交拒绝。王峻大怒，上奏他选士失实，请求贬商州司马，朝议认为太重，于是改任太子詹事。周世宗时为吏部侍郎，常常请假出游别墅，周世宗将他免官。赵匡胤建立宋朝，以他为尚书右丞。建隆二年（961年），赵上交去世，时年六十七岁。有文集二十卷。

## 延伸阅读
[在维基数据编辑]
 《宋史/卷262》，出自脱脱《宋史》